# Pouy-de-Touges
Pouy-de-Touges är en kommun i departementet Haute-Garonne i regionen Occitanien i södra Frankrike. Kommunen ligger i kantonen Le Fousseret som tillhör arrondissementet Muret. År 2022 hade Pouy-de-Touges 432 invånare.

## Befolkningsutveckling
Antalet invånare i kommunen Pouy-de-Touges
Referens:INSEE